# Антоні Барон
Антоні Барон (фр. Anthony Baron, нар. 29 грудня 1992, Вільпент) — французький футболіст, нападник швейцарського клубу «Серветт» та національної збірної Гваделупи.
Виступав також за клуби «кальчіо Лормонт» та «Стад Ньйоне».
Володар Кубка Швейцарії. 

## Клубна кар'єра
У дорослому футболі дебютував 2011 року виступами за команду «Лормонт», в якій провів один сезон, взявши участь у 2 матчах чемпіонату. 
Своєю грою за цю команду привернув увагу представників тренерського штабу клубу «Боурджес Фоот», до складу якого приєднався 2012 року. Відіграв за Відіграв за наступні два сезони своєї ігрової кар'єри. Більшість часу, проведеного у складі У складі, був основним гравцем атакувальної ланки команди.
2014 року уклав контракт з клубом «Сартр», у складі якого провів наступний рік своєї кар'єри гравця.  Граючи у складі У складі також здебільшого виходив на поле в основному складі команди.
Протягом 2015—2016 років захищав кольори клубу «Ам'єн-2».
З 2016 року один сезон захищав кольори клубу «Лузітанос».  Тренерським штабом нового клубу також розглядався як гравець «основи».
З 2017 року два сезони захищав кольори клубу «Сен Прйве Сен Іларі».  Тренерським штабом нового клубу також розглядався як гравець «основи».
З 2019 року два сезони захищав кольори клубу «Стад Ньйоне». 
Згодом з 2021 по 2022 рік грав у складі команд «Івердон Спорт», «Стад Ньйоне» та «Серветт U-21».
До складу клубу «Серветт» приєднався 2022 року. Станом на 25 червня 2025 року відіграв за женевську команду 59 матчів в національному чемпіонаті.

## Виступи за збірну
2018 року дебютував в офіційних матчах у складі національної збірної Гваделупи.
У складі збірної був учасником розіграшу Золотого кубка КОНКАКАФ 2021 року у США, розіграшу Золотого кубка КОНКАКАФ 2023 року у США та Канаді, розіграшу Золотого кубка КОНКАКАФ 2025 року у США та Канаді.
| Дата       | Місто                 | Господарі              | Результат           | Гості             | Турнір                                         | Голи | Примітки     |
| ---------- | --------------------- | ---------------------- | ------------------- | ----------------- | ---------------------------------------------- | ---- | ------------ |
| 17-10-2018 | Лез-Абім              | Гваделупа              | 0 – 0               | Аруба             | Ліга націй КОНКАКАФ 2019-2020 - Qualificazioni | -    |              |
| 20-11-2018 | Віллемстад            | Кюрасао                | 6 – 0               | Гваделупа         | Ліга націй КОНКАКАФ 2019-2020 - Qualificazioni | -    |              |
| 7-9-2019   | Лез-Абім              | Гваделупа              | 5 – 1               | Сінт-Мартен       | Ліга націй КОНКАКАФ 2019-2020 - 1-й етап       | 1    |              |
| 10-9-2019  | Провіденсьялес        | Острови Теркс і Кайкос | 0 – 3               | Гваделупа         | Ліга націй КОНКАКАФ 2019-2020 - 1-й етап       | -    |              |
| 15-10-2019 | Віллемстад            | Сінт-Мартен            | 1 – 2               | Гваделупа         | Ліга націй КОНКАКАФ 2019-2020 - 1-й етап       | -    | 88'          |
| 24-6-2021  | Фор-де-Франс          | Мартиніка              | 1 – 2               | Гваделупа         | товариський матч                               | -    |              |
| 3-7-2021   | Форт-Лодердейл        | Гваделупа              | 2 – 0               | Багамські Острови | QGold Cup                                      | -    |              |
| 7-7-2021   | Форт-Лодердейл        | Гватемала              | 1 – 1 (9 - 10 п.п.) | Гваделупа         | QGold Cup                                      | -    |              |
| 13-7-2021  | Орландо               | Коста-Рика             | 3 – 1               | Гваделупа         | Кубок КОНКАКАФ 2021 - 1-й етап                 | -    |              |
| 17-7-2021  | Орландо               | Гваделупа              | 1 – 2               | Ямайка            | Кубок КОНКАКАФ 2021 - 1-й етап                 | -    |              |
| 21-7-2021  | Х'юстон               | Суринам                | 2 – 1               | Гваделупа         | Кубок КОНКАКАФ 2021 - 1-й етап                 | -    |              |
| 23-3-2022  | Орлеан                | Гваделупа              | 0 – 2               | Кабо-Верде        | товариський матч                               | -    | кап.         |
| 26-3-2022  | Бондуфль              | Гваделупа              | 3 – 4               | Мартиніка         | товариський матч                               | -    | кап.         |
| 3-6-2022   | Лез-Абім              | Гваделупа              | 2 – 1               | Куба              | Ліга націй КОНКАКАФ 2022-2023 - 1-й етап       | -    | кап.         |
| 6-6-2022   | Бастер                | Антигуа і Барбуда      | 1 – 0               | Гваделупа         | Ліга націй КОНКАКАФ 2022-2023 - 1-й етап       | -    | 61'          |
| 10-6-2022  | Gros Islet            | Барбадос               | 0 – 1               | Гваделупа         | Ліга націй КОНКАКАФ 2022-2023 - 1-й етап       | -    | кап.         |
| 13-6-2022  | Лез-Абім              | Гваделупа              | 2 – 1               | Барбадос          | Ліга націй КОНКАКАФ 2022-2023 - 1-й етап       | -    | кап.         |
| 23-3-2023  | Лез-Абім              | Гваделупа              | 0 – 1               | Антигуа і Барбуда | Ліга націй КОНКАКАФ 2022-2023 - 1-й етап       | -    |              |
| 16-6-2023  | Форт-Лодердейл        | Антигуа і Барбуда      | 0 – 5               | Гваделупа         | QGold Cup                                      | -    |              |
| 20-6-2023  | Форт-Лодердейл        | Гваделупа              | 2 – 0               | Гаяна             | QGold Cup                                      | -    |              |
| 27-6-2023  | Торонто               | Канада                 | 2 – 2               | Гваделупа         | Кубок КОНКАКАФ 2023 - 1-й етап                 | -    |              |
| 1-7-2023   | Х'юстон               | Куба                   | 1 – 4               | Гваделупа         | Кубок КОНКАКАФ 2023 - 1-й етап                 | 1    |              |
| 4-7-2023   | Гаррісон              | Гваделупа              | 2 – 3               | Гватемала         | Кубок КОНКАКАФ 2023 - 1-й етап                 | -    |              |
| 7-9-2023   | Бастер                | Сент-Кіттс і Невіс     | 1 – 2               | Гваделупа         | Ліга націй КОНКАКАФ 2023-2024 - 1-й етап       | -    |              |
| 10-9-2023  | Петі-Каналь           | Гваделупа              | 4 – 0               | Сінт-Мартен       | Ліга націй КОНКАКАФ 2023-2024 - 1-й етап       | -    |              |
| 16-11-2023 | Бриджтаун             | Сінт-Мартен            | 0 – 2               | Гваделупа         | Ліга націй КОНКАКАФ 2023-2024 - 1-й етап       | -    | 6'           |
| 5-9-2024   | Сан-Хосе              | Коста-Рика             | 3 – 0               | Гваделупа         | Ліга націй КОНКАКАФ 2024-2025 - 1-й етап       | -    | кап.         |
| 9-9-2024   | Ле-Гозьє              | Гваделупа              | 1 – 0               | Суринам           | Ліга націй КОНКАКАФ 2024-2025 - 1-й етап       | -    | кап.         |
| 11-10-2024 | Ле-Гозьє              | Гваделупа              | 0 – 1               | Мартиніка         | Ліга націй КОНКАКАФ 2024-2025 - 1-й етап       | -    | кап.         |
| 15-10-2024 | Ле-Гозьє              | Мартиніка              | 0 – 0               | Гваделупа         | Ліга націй КОНКАКАФ 2024-2025 - 1-й етап       | -    | кап.         |
| 15-11-2024 | Джорджтаун (значення) | Кайманові Острови      | 0 – 6               | Гваделупа         | Ліга націй КОНКАКАФ 2024-2025 - Spareggio      | -    | кап. 75'     |
| 19-11-2024 | Ле-Гозьє              | Гваделупа              | 1 – 0               | Кайманові Острови | Ліга націй КОНКАКАФ 2024-2025 - Spareggio      | -    | кап. 41' 68' |
| 21-3-2025  | Ле-Гозьє              | Гваделупа              | 1 – 0               | Нікарагуа         | QGold Cup                                      | -    | кап.         |
| 25-3-2025  | Манагуа               | Нікарагуа              | 0 – 1               | Гваделупа         | QGold Cup                                      | -    | кап.         |
| 16-6-2025  | Карсон (Каліфорнія)   | Панама                 | 5 – 2               | Гваделупа         | Кубок КОНКАКАФ 2025 - 1-й етап                 | -    | кап.         |
| 20-6-2025  | Сан-Хосе (Каліфорнія) | Ямайка                 | 2 – 1               | Гваделупа         | Кубок КОНКАКАФ 2025 - 1-й етап                 | -    | кап.         |
| 24-6-2025  | Х'юстон               | Гваделупа              | 2 – 3               | Гватемала         | Кубок КОНКАКАФ 2025 - 1-й етап                 | -    | кап. 12' 68' |
| Усього     |                       | Матчів                 | 37                  |                   | Голів                                          | 2    |              |

## Титули і досягнення
- Володар Кубка Швейцарії (1):

«Серветт»: 2023-2024